# Heinrich Hamm (Theologe)
Heinrich Hamm SAC (* 19. Juni 1931 in Limburg an der Lahn; † 15. Februar 2021 in Koblenz) war ein deutscher Ordensgeistlicher sowie katholischer Theologe und Sozialethiker.

## Leben
Hamm trat der Ordensgemeinschaft der Pallottiner bei und studierte Philosophie und Theologie.
Nach der Promotion in Freiburg im Breisgau Sicherung der Arbeitsplätze als sozialethische Forderung an die Industriegesellschaft. Das soziale Anliegen und seine ökonomische Bedingtheit 1975 wurde er 1981 Professor für Christliche Gesellschaftslehre an der Philosophisch-Theologischen Hochschule Vallendar.
Heinrich Hamm hatte von 1982 bis 1995 das Amt des Seelsorgers des Cartellverbandes der katholischen deutschen Studentenverbindungen. Er selbst war seit 1969 Mitglied der KDStV Arminia Freiburg im Breisgau und später der KDStV Bergland (Freiberg) Aachen sowie der KDStV Germania Leipzig.

## Schriften (Auswahl)
- Johannes XXIII. Zur Erinnerung an einen Papst. Martin-Verlag Berger, Buxheim 1973, OCLC 74143356
- Die Botschaft. Kleine Schriftlesungen und Betrachtungen aus dem Neuen Testament. Lahn-Verlag, Limburg 1973, ISBN 3-7840-3020-3.
- Maria. Magd des Geistes. 5 Marienbetrachtungen aus dem Neuen Testament. Martin-Verlag Berger, Buxheim 1974, OCLC 74183656
- Marianische Wortgottesdienste. Im Sinne des II. Vatikanischen Konzils. Lahn-Verlag, Limburg 1975, ISBN 3-7840-3029-7.
- Vinzenz Pallotti und das katholische Apostolat. Ars Sacra, München 1976, ISBN 3-7607-4162-2.
- Arbeit, Ethik, Menschenrecht. Sicherung der Arbeitsplätze als sozialethische Forderung (= Werdende Welt. Analysen und Aspekte zur Orientierung der Christen. Band 23). Lahn-Verlag, Limburg 1976, ISBN 3-7840-0129-7.
- Christliche Gesellschaftslehre im wirtschaftlichen Unternehmen. Soziale Kompetenz. Paulinus, Trier 2000, ISBN 3-7902-0088-3.
- Der den Himmel und die Erde erfüllt. Der Gott „Ich bin“. Johannes-Verlag, Leutesdorf 2001, ISBN 3-7794-1454-6.
- Gerechtigkeit oder Liebe? Soziale Motivation in der christlichen Sozialverkündigung. Paulinus, Trier 2002, ISBN 3-7902-0144-8.
- Glaubensrechenschaft. Die Kirche ist kein Verein. Pallotti-Verlag, Friedberg 2003, ISBN 3-87614-066-8.
- Individuum und Sozialwesen. Das Menschenbild im Lichte der Philosophie und der christlichen Verkündigung. EOS-Verlag, Sankt Ottilien 2006, ISBN 3-8306-7246-2.
- Maria im Geheimnis der Kirche. Die Königin der Apostel. EOS-Verlag, Sankt Ottilien 2011, ISBN 978-3-8306-7519-8.